# Rancho Nuevo, Ayutla de los Libres
Rancho Nuevo är en ort i Mexiko.   Den ligger i kommunen Ayutla de los Libres och delstaten Guerrero, i den södra delen av landet, 260 km söder om huvudstaden Mexico City. Rancho Nuevo ligger 1 099 meter över havet och antalet invånare är 109.
Terrängen runt Rancho Nuevo är huvudsakligen kuperad. Rancho Nuevo ligger uppe på en höjd. Runt Rancho Nuevo är det ganska tätbefolkat, med 58 invånare per kvadratkilometer. Närmaste större samhälle är Ayutla de los Libres, 12,5 km sydväst om Rancho Nuevo. I omgivningarna runt Rancho Nuevo växer huvudsakligen savannskog.